# Dróttkvætt
Dróttkvætt (del nórdico antiguo, métrica corta) fue una forma métrica de composición compleja en la poesía escáldica usado en la mayoría de los versos según se puede comprobar en las obras que han sobrevivido, principalmente en Heimskringla de Snorri Sturluson. Se caracteriza principalmente en estrofas de ocho líneas, divididas en dos mitades de cuatro llamadas helmingar que normalmente forman unidades sintácticas independientes. Esas mitades pueden estar subdivididas en dos líneas más largas y con cadencias y aliteraciones. En 1863 se descubrió que la penúltima sílaba es siempre larga en dróttkvæðr regular y su variante hrynhendr háttr.
Dróttkvætt también se puede encontrar con líneas completamente rimadas, variante conocida como detthent.
El ejemplo más antiguo de se encuentra grabada en la piedra rúnica de Karlevi.